# Euxoa suffusa
Euxoa suffusa là một loài bướm đêm trong họ Noctuidae.